# Lampertswalde
Lampertswalde là một đô thị thuộc huyện Meißen, bang Sachsen Đức. Đô thị Lampertswalde có diện tích 29,06 km², dân số thời điểm ngày 31 tháng 12 năm 2006 là 1984 người.
Lampertswalde gồm các khu vực dân cư sau:
- Adelsdorf (formerly Dorf der Jugend)
- Brockwitz
- Mühlbach
- Quersa
- Schönborn